# Municipio de Beaver (Illinois)
El municipio de Beaver (en inglés: Beaver Township) es un municipio ubicado en el condado de Iroquois en el estado estadounidense de Illinois. En el año 2010 tenía una población de 527 habitantes y una densidad poblacional de 6,04 personas por km².

## Geografía
El municipio de Beaver se encuentra ubicado en las coordenadas 40°53′59″N 87°35′20″O / 40.89972, -87.58889. Según la Oficina del Censo de los Estados Unidos, el municipio tiene una superficie total de 87.19 km², de la cual 87,16 km² corresponden a tierra firme y (0,04 %) 0,03 km² es agua.

## Demografía
Según el censo de 2010, había 527 personas residiendo en el municipio de Beaver. La densidad de población era de 6,04 hab./km². De los 527 habitantes, el municipio de Beaver estaba compuesto por el 96,39 % blancos, el 1,52 % eran afroamericanos, el 0,57 % eran amerindios, el 0,95 % eran asiáticos, el 0,38 % eran de otras razas y el 0,19 % eran de una mezcla de razas. Del total de la población el 2,09 % eran hispanos o latinos de cualquier raza.